# Dipturus crosnieri
Dipturus crosnieri е вид хрущялна риба от семейство Морски лисици (Rajidae). Видът е световно застрашен, със статут Уязвим.

## Разпространение
Разпространен е в Мадагаскар.